# 美國處方藥價格
美國處方藥價格（英語：Prescription drug prices in the United States）持續仍為世界最昂貴的國家。高居不下的藥品價格成為21世紀裡面的一個重要話題，導致在2009年發生的美國醫療衛生改革辯論，並在2015年再次受到關注。藥品的高價可歸因於醫療衛生產業獲得政府授予的壟斷，而政府缺乏協商價格的能力。民主黨廣泛贊成允許政府就藥品價格進行談判，而共和黨則不同意通過這樣做的法案。
在2021年根據已有文獻做全面回顧，美國的處方藥價格是所有32個比較國家中最高。而價格是比較國家合併計算的256％。

## 歷史
在紐約紀念斯隆-凱特琳癌症中心健康結果研究小組的兩位-彼得·巴赫和波士頓臨床與經濟評論研究所的史蒂芬·皮爾森說，藥品是唯一的醫療衛生服務項目，能讓藥廠在幾乎不受限制的情況下設定價格。截至2004年，美國的品牌藥價格明顯高於加拿大、印度、英國、和其他國家（幾乎前面所列國家都實施價格管制），而學名藥在加拿大的價格會較高。
2003年，由共和黨人佔多數的國會通過Medicare D部分，這項法案阻止美國最大的單一支付者醫療衛生系統-聯邦醫療保險（Medicare）與藥廠談判藥品的價格。實際上，美國的藥廠可自行設定價格，而導致處方藥的價格不受任何管制。但是，政府確實有運用藥物定價策略在其他較小的衛生計劃單位（如退伍軍人醫療管理局、美國國防部、1992年340B藥品定價計劃、和聯邦醫療補助）之中。
2005年，美國政府問責署（GAO）對2000年1月至2004年12月美國藥品零售價格的變化作研究，發現經常被登記加入藍十字藍盾協會計劃的聯邦僱員使用的96種藥品（30天供應量）的平均通常，習慣和合理價格（簡稱U&C價格）上漲24.5％。品牌處方藥的平均U＆C價格的漲幅是學名藥的三倍。
2007年，美国退休者协会（AARP）發表系列性的研究，顯示藥品價格的上漲速度明顯快於一般通貨膨脹率。保守派智庫，美國企業研究院批評AARP的研究所使用的方法把藥品價格的上漲幅度給誇大。
絕大多數公眾都讚成讓Medicare協商藥品價格。 2019年，由民主黨控制的眾議院成功通過立法，允許政府進行藥品價格談判，但法案隨後被參議院的共和黨封殺。

### 《患者保護與平價醫療法案》
2010年，《患者保護與平價醫療法案（PPACA,或稱ACA）》通過，這個法案的俗稱是“奧巴馬健保”或“平價醫療法案”。目標是增加美國受到醫療保險覆蓋的人數，並減少個人的醫療衛生支出對家庭造成影響，特別是因為有許多美國人在2008年的經濟大衰退中失去醫療保險。在法案的眾多規定中，有兩個條款的目的是減輕處方藥的負擔，這兩個條款均與Medicare D部分的Medicare D部分覆蓋缺口（也稱為Medicare甜甜圈洞（Medicare doughnut hole）有關。在2016年的Medicare，人們支付自負額，直到3,310美元的限額。然後，他們進入覆蓋缺口階段，在這個階段裡面，他們需要支付藥品總費用的一半。一旦年度的自付費用達到4,850美元，災難性覆蓋階段啟動後，患者只需支付很少的費用即可繼續取得藥品。2010年，第一項立即生效的條款是為那些身處覆蓋範圍缺口的患者提供每年250美元的退款，以協助他們支付藥品費用。第二項規定於2011年1月頒布，在覆蓋範圍內為老年人提供品牌處方藥50％的折扣。補貼將持續到2020年，預計到時候這個覆蓋缺口將被關閉。這個缺口確實在2020年關閉。

### 學名藥價格飆升
紐約時報在2015年12月的社論中指出，"藥品價格無緣無故被拉到天文數字的高價，原因無非就是藥廠希望獲得最大利潤"，社論中特別點名Vyera 製藥和Bausch Health兩家藥業，在製造和銷售他們有獨家管理權的學名藥，兩家藥業把售價大幅度提高的行徑，在製藥產業內外均受到廣泛的譴責。
美國衛生和公共服務部（DHHS）和國會參眾兩院為此事分別舉行公開會議和聽證會，以調查這項哄抬價格的行為。2017年4月，馬里蘭州打算成為第一個州去授予州檢察長權力，以起訴大幅提高藥品價格的藥廠。2018年4月，美國聯邦第四巡迴上訴法院分庭裁定，馬里蘭州這項法律違反美國憲法中的《休眠商業條款》。
藥品受到影響的例子包括艾筆腎上腺素注射筆（簡稱EpiPen）和胰島素。在2011年至2016年之間，EpiPen唯一的競爭對手是邁蘭藥業的產品，EpiPen的價格因此被拉高近400％，被迫購買的消費者購買兩包EpiPen，必須支付600美元或更多現金。由於公眾的強烈抗議和要求，邁蘭藥業和梯瓦製藥後來宣佈為EpiPen製造學名藥產品。然而，對於患者而言，價格仍然很高，而且要用現金支付。兩包自動注射器的學名藥腎上腺素的現金價格平均約為350美元，如果患者的醫療保險不涵蓋這種學名藥，他們需要其主治醫師代表他們向保險公司提交申訴信件，爭取折讓。

### 川普總統行政命令

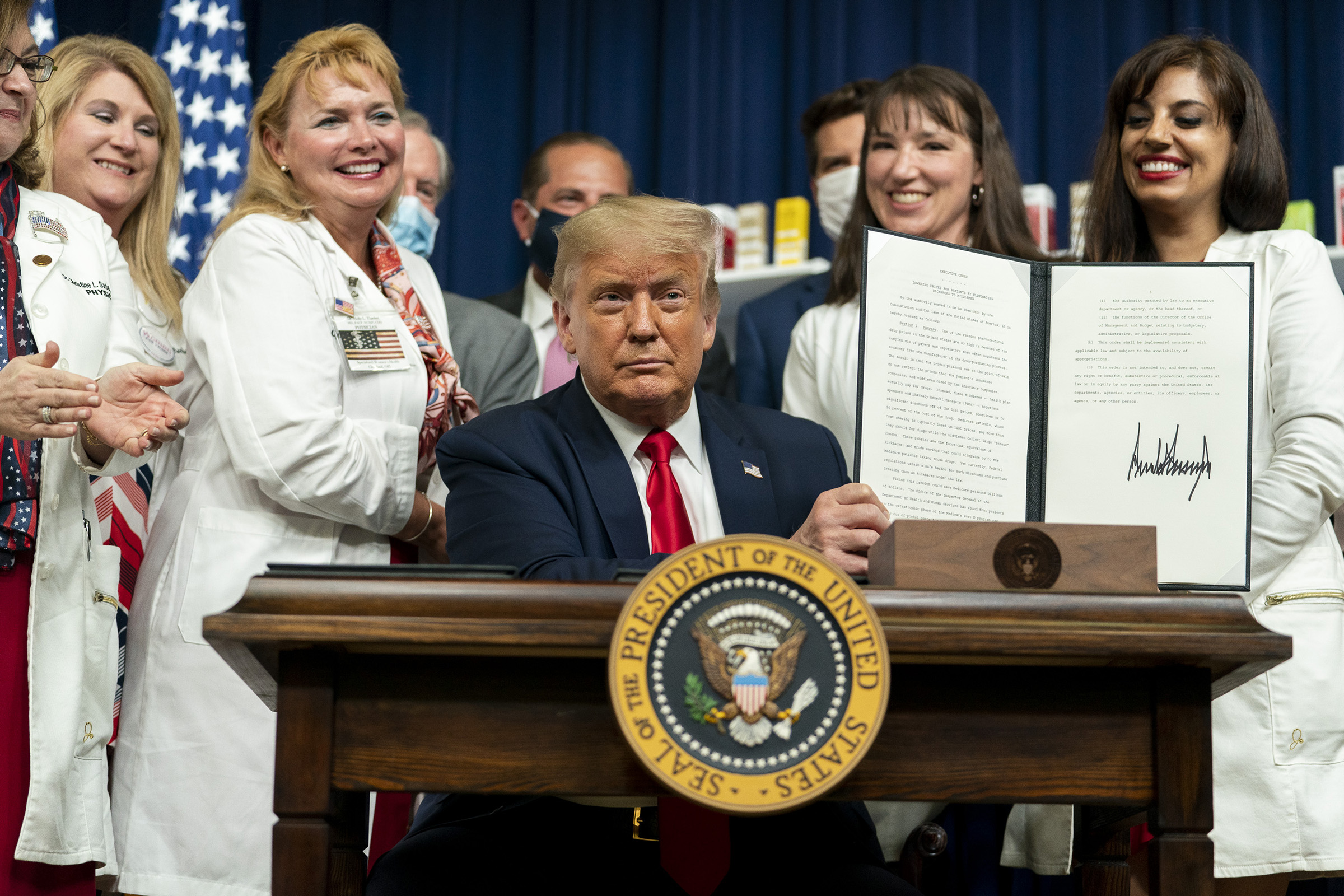
川普總統簽署降低藥品價格的行政命令。

2020年7月，川普總統簽署四項行政命令，目的為降低藥品成本。一個命令允許從加拿大進口某些藥物，而另一個命令則把Medicare患者協商處方藥折扣的方式作改變。命令中最激進的是要求Medicare以與國外相同的價格出售某些藥物。但是，由於川普政府計劃必須與藥廠進行談判，因此這命令可能不會立即生效。雖有這些命令，但衛生政策專家聲稱，它們對降低患者的處方藥費用幾乎少有影響，甚至是沒有，因為他們需要DHHS去執行，並且很有可能會有阻止這項命令的訴訟出現。

## 藥品費用支出
對於藥品的支出可定義為在處方藥和非處方藥的支出，但不包括在醫院內使用的藥品。藥品價格會把院內和院外用藥兩者一起提出，但兩者並不相同。
1960年，藥品支出占美國國民醫療衛生支出的11.5％，在1980年逐漸降至5.5％的低點，然後在2000年回升至10.4％，在2000年至2013年之間，佔比則在10％和12％之間。
在2010年，處方藥費用占美國醫療衛生總支出2.6兆美元的10％，是僅次於住院費用以及醫師和臨床服務，排名第三。
截至2013年，在經濟合作與發展組織（OECD）的各國間比較，不包括醫院內藥品支出，美國"藥品支出"為人均1,034美元。2006年，有關單位從醫療支出小組調查產生的數據進行分析，以確定美國家庭的醫療衛生成本。研究結果顯示，有19.1％的美國人由於醫療衛生支出而有沉重的經濟負擔，因為這種支出佔他們收入的10％以上。
2003年，醫療支出小組調查的數據顯示，只有9.5％的擁有Medicare保險的美國人不用支付處方藥費用，而有61.6％的人，他們的處方藥費用最高為2,083美元，而有28.9％的人，他們的處方藥費超過$2,084。低收入家庭在一年內的處方藥費用往往較高：18.9％的貧困家庭的費用超過4,724美元，而處方藥費用在2,084美元到4,723美元之間，還有1美元到2,083美元之間的，比率分別為13.2％和12.5％。

### 美國的特殊藥品
被稱為"特殊"藥品的處方藥是治療某些複雜疾病（包括某些癌症，和自體免疫性疾病）所不可或缺。此外，現在所謂的"特殊藥品"已可用來控制一些對治療具有抵抗力的感染性疾病，例如人類免疫缺乏病毒（簡稱HIV）和C型肝炎（後者可治癒）。通常具有下述一個或多個特徵的藥物就可歸類為“特殊藥品”：高成本、高複雜性、或需要高度關注（即需要特殊的監控、跟催、或者是管理技術/協助）的。
在1990年當時只有10種特殊藥品存在，但數量自始急劇增加。到2015年，市場已有300種，另外還有700多種正在開發中（根據皮尤慈善信託基金會2016年資料）。特殊藥品的昂貴價格，加上美國處方藥的普遍高價，引起非常多的爭論。到2015年，特殊藥品價格的增長速度已連續多年超過通貨膨脹率，因為特殊藥品的使用及其費用持續的增長，在個人和社會層面上，人們都難以負擔這類藥物的費用（根據美國退休者協會2015年資料）。2015年，美國人之中有1-2％使用特殊藥品，但這些藥品的費用佔到當年藥品支出的38％。因此有必要去尋求一條可負擔的及可持續的路徑，來提供給有需要特種藥物的患者。聯邦醫療保險和聯邦醫療補助服務中心（CMS）改變政策，允許Medicare 優勢計劃利用商業計劃中使用的處方表管理工具（Pharmacy Drug Formulary Management Tools，例如逐步療法的規定）來管理藥品成本，特殊藥品也包括在內。包括Naomi Chambers教授等作者利用成本效益分析方法，或可找出確定特殊藥品價值的途徑：
相對於先前醫療護理標準的價值，可能需要作成本效益分析以展現藥品的價值。縱然新的療法昂貴，它們所增加的成本效益可能仍在支付意願原則的門檻之內，因為特種藥物雖然價格昂貴，但通常也與獲得最大品質調整壽命年（QALY）的利益有關。

## 效果
2006年，醫療支出小組調查的數據被分析，以確定美國家庭的醫療衛生成本。結果顯示美國人中有19.1％，他們收入中的10％以上是用在醫療衛生的相關費用。這類人因為這種支出，而被認為有沉重的經濟負擔。由於處方藥的高成本，導致許多美國人要求採取削減成本的措施，最終還促成醫療衛生改革的立法。

### 不依規定服用處方藥和對健康的影響
另一種常見的省錢的方式是患者根本不去領藥（跳過用藥），或者減少服用劑量。
一項研究報告說，美國相較於更先進或更工業化的其他國家，消費者所支付的處方藥價格高出4至10倍，而且在過去12年中，處方藥價格的漲幅是通貨膨脹率的兩倍。
凱撒家庭基金會有項在2015年6月的調查顯示，有四分之一的美國患者，由於高價的原因，他們在過去12個月內未再去領藥，還有18％的人稱他們"將用量減半，或者跳過用藥"。國家衛生統計中心在2015年所做的一項調查發現，有8％的美國人為了省錢，而不按規定服用藥物。十年前所做的類似研究發現，結果與凱撒家庭基金會調查在2015年所得的數字非常相似。2007年，由於處方藥的高昂成本，估計有23.1％的美國人（5,100萬）沒有遵守處方藥服藥說明。相比之下，在同一年，加拿大人由於處方藥的成本原因，只有8％跳過用藥或者沒去領藥。患者自我報告因為費用關係，而不遵守處方藥服用規定的美國人數量是加拿大人的兩倍以上。導致某個人是否更有可能不遵循他們處方藥規定的因素有-年齡、醫生檢查的次數、持續的健康問題、收入、和有醫療保險覆蓋與否。例如，在18歲到35歲的成年人，比較75歲或以上的人，更有可能跳過用藥，或者不去領藥。那些看醫生次數少的人，和那些患有慢性病或者身有殘疾的人，也更有可能會報告有不依從的情況。那些身有持續性疾病，或者殘疾人士不依從用藥的原因，有可能是由於領藥複雜程度增加，還有價格上漲。
收入和是否有保險覆蓋也是患者是否會持續準時服用正確劑量的主要決定因素。縱然美國對低收入者提供藥物保險覆蓋，那些沒有保險覆蓋，或收入低下的人，不依從用藥的比率仍然很高。那些醫療衛生支出超過他們收入的10％，並造成經濟負擔的人，無論他們是否實際有醫療保險覆蓋，都被認為等於沒有醫療保險覆蓋。
檢驗高價藥品對健康結果潛在影響的一種方法，可從檢查擁有處方藥保險覆蓋對日後住院治療的影響看出。研究的結果是，擁有處方藥保險計劃與減少住院，和降低醫療費用有關聯。例如，對於2002年至2010年之間的Medicare受益人，因為Medicare D部分而獲得處方藥保險，與住院人數減少8％、Medicare支出減少7％、和總資源使用減少12％，都有關聯。

### 來自其他國家的處方藥
《華盛頓郵報》在2003年寫道：「美國海關估計，每年有1,000萬美國公民經過陸地邊界帶藥品進入美國。每年，還有200萬個包裹藥品透過國際郵件從泰國、印度、南非和其他地方抵達美國。」由於美國和加拿大兩國處方藥的價格差異，也有處方藥從加拿大大量進入美國。據估計，2004年，美國人為省錢，從加拿大的藥房購買超過10億美元的品牌藥品。
與其他已開發國家相比，美國特種藥品的價格最高。在2014年，處方藥的價格增長至少11.4％，而在過去8年內增長至少58％。一個月用量的品牌藥，平均成本可能高達數百美元，而在加拿大和英國，相同藥物的成本可能只有40美元。在很多情況下，患者設法從便宜的國外來源購買處方藥品。

## 高價的理由

### 多變因素和不夠透明
根據Medicare和Medicaid計劃的管理單位資料，自2015年起，藥品的價格取決於由誰付款，還有許多其他可變因素：建議售價、批發價格、平均批發價（藥品）、回扣、補充回扣（supplemental rebates）、醫院的加成、醫師的加成、住院病人相對於門診病人的藥品價格、藥品處方表等級、郵購價格、生物相似藥價格，"專利到期、組合藥品、樣品、以及許多其他方式，把支付價格、誰是付款人、以及所有這些因素如何影響到治療決策等的真相都搞模糊了。"

### 市場獨佔性
在沒有價格控制的市場中，競爭是用來壓低藥品價格的關鍵方式。但是，專利形式的法律保護，等於政府批准對某些藥物的銷售有壟斷的權利。通常專利在獲得批准後最多有20年的市場專賣權。但是考慮到美國食品藥品監督管理局（FDA）可能需要10到12年的時間來批准某種藥物，因此藥廠可得到專利期延展，有效期最長為FDA批准這項藥物之後的14年。
但是，即使藥品專利期限即將屆滿，藥廠仍會採用多種策略來阻礙學名藥（仿製藥，即通用名藥物）進入市場。方法可能包括透過獲得藥物其他方面的額外專利，例如"藥品包衣、鹽部分、配方、和給藥方法"。有關這類策略的一個例子是阿斯利康製藥在胃灼熱藥物奧美拉唑的對映異構取得專利。藥廠雖然取得專利，但是並沒有明顯證據表明這對映異構體具有更高的功效。結果，阿斯利康製藥能夠以600％的加成來販售這項改名為埃索美拉唑的產品。
藥廠還採用"逆向給付協議"策略，即與學名藥廠簽訂逆向給付協議，讓學名藥廠延遲生產。2008年就發生過這種情況，當時阿斯利康製藥與印度藥廠兰伯西達成協議，兰伯西同意延遲到2014年才推出埃索美拉唑（一項阿斯利康製藥原本擁有專利的胃灼熱藥物）。
藥廠在市場獨占時期，還把藥品定價提高。一項研究發現，在2014年推出的口服抗癌藥物的價格按通貨膨脹調整後，比2010年推出的藥物高出六倍。在市場獨占期引入的新藥，藥廠就會運用專利保護和其他獨占計劃繼續逐年提高藥品價格，即使這些藥品效果沒明顯改善。在2014年至2015年間，就有260多種品牌處方藥的平均價格上漲15.5％，是一般通貨膨脹率的130倍。現存系統為藥廠創造自然的壟斷地位，這表示它們可以提高價格而不會受到聯邦政府的任何懲罰。
通用名藥物推出時，通常會讓品牌藥的價格降低，但是超過500種藥品中只有一種通用名藥物。根本不足以推動價格下跌。同時品牌藥的廠商會阻止學名藥製造廠獲取生物等效性研究所需的樣品（這對於開發學名藥至關重要）。藥廠之間的併購數量也急劇增加，導致市場變得更小，競爭更激烈。例如，Bausch Health（前稱Valeant Pharmaceuticals）在2008年至2015年期間收購100多家不同的公司。在過去的幾十年中，這種市場做法變得流行，始終是個很大的問題。

### 藥廠的利潤
凱撒家庭基金會從2015年6月開始從事的一項調查發現，公眾认为"藥廠追求利潤"是處方藥高價的首要原因（佔77％）、其次是醫學研究成本（64％）、營銷和廣告（54％）、以及針對藥廠的訴訟成本（49％）。"CBS電視網MoneyWatch節目的報告稱，在受到研究的16家上市藥廠之中，其中一半的利潤超過研發成本，其中一家公司的"間接費用"（包括銷售、管理、和營銷費用）高過利潤。
截至2015年，幾家藥廠發展出一項新的策略管理-"在競爭性不高的舊有藥品市場內稱霸，然後大幅拉高價格"。
僅在2019年，就有3,400多種藥品的價格上漲。例如，艾爾建把51種藥品的價格提高（佔其全部藥品的一半以上）。 艾爾建生產的某些藥物的成本上漲9.5％，而其他藥物的成本僅上漲4.9％。僅靠提高售價，艾爾建在2018年就獲利超過1,500萬美元。這種趨勢在整個醫療衛生行業中都可看到，藥品價格上漲，最大的藥廠的利潤也都上漲。
美國醫學會雜誌的研究人員發現，從2000年到2018年，美國35家最大的藥廠的總收入為11.5兆美元，毛利潤為8.6兆美元。這項研究的主要發現這35家製藥公司的中位數淨利潤率（淨利潤率是毛利率扣除所有公司費用後，對收入的佔比）高於標準普爾500指數中357家非藥廠的淨利潤率，這35家藥廠的淨利潤率中位數為13.7％，而標準普爾500指數的淨利潤率中位數為7.7％。 波士頓本特利大學科學與工業整合中心的主任弗雷德·萊德利教授（Fred Ledley）說："從統計上看，藥廠的利潤與科技公司的利潤實際上是不分軒輊。" 

### 孤兒藥
藥品公司可為新藥，特別是孤兒藥（美國對這種藥的定義是影響不到200,000名罕見疾病患者使用的藥物）定價，價格高到一般個人無力支付，而由保險公司或政府來作付款人。國會通過的《1983年孤兒藥法案》（ODA），目的是激勵藥廠研究罕見疾病，開發治療例如後天性A型血友病和膠質母細胞瘤的藥品。在ODA立法之前，FDA共批准34種孤兒藥。在ODA通過之後，FDA在隨後的十年中批准500多種孤兒藥。成功實現增加孤兒藥的目標。孤兒藥一年的使用費用可能高達40萬美元。事實證明，壟斷孤兒藥是藥廠相當有利可圖的策略。罕見疾病的患者數目不大，因此無需在營銷上投入大筆資金，患者少有其他選擇。此外，大多數孤兒藥（93％）都由保險公司支付。面對不斷的批評，藥廠的高管為這種做法辯護，指出由於高成本，他們公司才能夠為極少數需要這種藥物的患者生產藥品，但大多數罹患罕見疾病的患者幾乎是不需要接受任何治療。
專注在孤兒藥的研發，有時也會以失敗收場。例如，Alipogene tiparvovec（商品名Glybera）是用於治療罕見的脂蛋白脂酶缺乏遺傳病的的藥物，注射一次需要花費100萬美元，但由於需求不足而被下架。但是，有很多針對孤兒藥物開發的實例，證明對藥廠來說是獲利頗豐的模式。例如，亞力兄製藥於2007年推出Eculizumab（商品名Soliris（舒立瑞）），這項藥品用於治療罕見的血液病變。每名患者使用Soliris的費用每年約為41萬美元，即使患者只有9,000人，2016年的總銷售額也可達到28億美元。

### FDA學名藥申請案件的積壓
在全國性有關處方藥成本上漲的辯論之中，促使人們注意到在FDA有大量的學名藥申請案件被積壓的情況。
通常，當足夠的學名藥品投入市場的時候，對於保險公司和患者兩方面的購買成本都會降低。學名藥已被顯示出可透過多種方式來降低醫療衛生成本，其中包括增加競爭，在大多數情況下，競爭有助於降低價格。
想要生產學名藥的公司必須在向FDA遞交的申請中，證明他們的產品具有品質保證和生物等效性。2016年7月，FDA學名藥的申請，被積壓的件數達到4,036件。另一方面，相當於FDA的歐洲藥品管理局（簡稱EMA）只有24個學名藥的申請案件等待批准中（這數字包括等待批准的的生物相似藥）。FDA的積壓案件中不包括生物相似藥，生物相似藥需要做更複雜的審查。根據學名藥業者協會Association for Accessible Medicines的說法，FDA批准學名藥所需的時間平均為47個月。
2012年7月9日，“2012年學名藥使用者費用修正案”（Generic Drug User Fee Amendments of 2012，簡稱GDUFA）被簽署成為法律。GDUFA的設計目的是架構在已有20年歷史的《處方藥收費法案》之上，把學名藥的審查和批准程序改進。根據FDA的網站，GDUFA讓FDA能夠向藥品使用者收取費用，"用以資助FDA在核准學名藥計劃，增強關鍵且可衡量的能力，為學名藥申請的審查結果，提供更清楚的預測性和及時性"。這些經費帶來許多改善，其中包括僱用1,000多名員工和把辦公室的資訊設備技術升級。
EMA表示，他們與負責處理市場營銷材料批准的歐盟委員會平均在大約一年內可把學名藥和品牌藥品的申請給批准。在2014財務年度，FDA在當年底尚未批准的申請約有1,500件。FDA審查的步伐緩慢（即使是優先審查案件也需要6到12個月），使得市場無法及時進行自我修正，即當價格過高時，藥廠無法開始生產和提供學名藥產品，達到壓制價格的目的。
以下有幾項建議被提出：優先審查基本藥物的申請，即將其排在等待名單之前。如果FDA自覺無法在經濟評估上決定優先順序，則可移請DHHS的規劃與評估助理部長辦公室辦理。第二，FDA可暫時允許藥物調製以應付特殊的病症或是疫情（譬如針對2019冠狀病毒病）。第三，FDA可"暫時允許進口經過美國以外已經過稱職的主管當局審查/批准的藥品"。
FDA藥品評估與研究中心主任在2016年1月的一次參議院聽證會上說，越來越多的學名藥申請“讓FDA員工的工作量不堪負荷，給製藥產業帶來不確定性以及延誤”，:2從那時起，FDA在減少積壓案件進度上開始保持超前。:11

### 研究與開發
藥廠爭辯說，他們為藥物設定的價格是為了資助研究的必要。參加臨床試驗的候選藥物中，只有11％最終獲得成功，並得到銷售許可。製造成本相對而言佔比較低，但藥物開發的成本相對高昂。:422。在2011年，"一項臨床試驗的成本最高可能為1億美元，加上製造成本和臨床試驗成本，某些藥品的開發成本總計可達10億美元。"有人指出，美國製藥業所發明的藥品在價格較低的國家中銷售，無法獲利，由於在美國藥品銷售價格高昂，才能獲利。
對藥廠提出批評的人士指出，藥廠的支出中只有一小部分是用在研究和發展，而大部分的資金是用在營銷和管理領域。歐洲雖有價格控制，但歐洲的藥廠仍能像美國同行一樣具有創新能力。此外，一些國家，例如英國和德國，鼓勵進行比較效益研究，利用與競爭藥物進行成本效益分析來確定效果最好的藥物。
查爾斯·L·胡珀（Charles L.Hooper）和大衛·亨德森在2016年加圖研究所的出版品中寫道，藥廠的定價與外國人均收入相關，他們認為，在某些情況下，外國政府如此努力的討價還價，把價格壓低到藥廠無法把研究和發展的成本回收，變成是"美國人在補貼藥廠的研究和發展的成本"珍妮·沃倫（Jeanne Whalen）在2015年的《華爾街日報》上寫道："結果是美國人為全球製藥產業貢獻大部分的收益，以及為尋求新藥提供資金。"並且美國市場本身"為多數大型藥廠提供大部分的利潤"。

### 中介者
藥廠估計有41%的營業額是來自銷售給中介機構的業務。

#### 藥房福利經理
藥房福利管理者（簡稱PBM）會透過提高他們藥品的銷售價格，以拉高利潤。例如，由於他們的合同中沒清楚定義，或者僅包含模棱兩可，或者是變動的定義，因此他們可把學名藥歸類為品牌藥。讓PBM可以"為這個目的設一個定義，為那個目的又設另一種定義"來作藥品分類，並可在合同有效期內更改分類。截至2010年，這種PBM所具有不受羈絆的自由，影響到"藥品的覆蓋、合同條件的設定、以及合同條件是否達成"。
PBM可以與藥廠訂立保密協議，PBM稱之為集體購買條件，然後為學名藥設定較低的藥房報銷價格，並向保險公司或其他支付者要求較高的報銷。這種做法也稱為"價差定價（spread pricing）"。有些案例是PBM可把藥品價格增加一倍。

#### 藥價回扣
藥廠可能會以全價出售藥品之後，提供回扣給保險公司。消費者通常不會知道，因為藥廠不會報告有多少錢退還給付款的保險公司。2012年，美國在當年的這種回扣估計總共有400億美元。許多人擔心藥品回扣會讓受保人的自付費用和總體保險費用增加。其他批評者也認為，藥廠會利用回扣來激勵保險公司，讓它們的產品在藥品處方表獲得被優先採用的順序。
實際的回扣金額會受到相當多因素的影響，例如保險公司客戶的規模，或者為特定藥品提供的保險覆蓋額度。為了解決藥品回扣導致的高昂藥價問題，川普政府建議在患者購買之時，即將一部分回扣直接分給Medicare的患者，用來抵消增長中的自付費用。

## 解決方案

### 折扣
在美國，有幾種降低處方藥成本的計劃和策略。當談到藥品價格的時候，會有很多因素導致患者無力負擔。但是有一些計劃可以幫助消費者獲取負擔得起的藥物。其中之一是340B藥品定價計劃（簡稱340B），這項計劃讓醫院和藥劑師以只有零售價格的30-50％購買藥品。根據公共衛生服務法案（簡稱HRSA）中的340B計劃，藥廠必須為符合資格的某些組織提供有價格折扣的藥品。
在340B或類似計劃中存在的一個大問題是藥房和醫院仍可為折扣購入的藥品開立全額帳單，而違背控制藥品價格，讓低收入患者有能力去購買的目的。
不同的藥房銷售藥品的價格都不一樣，而保險公司是依照藥品的參考價格做支付。而患者並不需要根據較高的參考價格做支付。根據2017年的消費者報告，購買前，先比較零售藥店的價格以獲得最優惠的價格，是非常的重要。還有其他的技巧：盡可能取得90天份處方藥、決定購買藥品前要詢問最低價格、詢問是否有學名藥（請參考下述“學名藥與品牌藥”的更多詳細信息）、比較保險計劃、並與醫生討論費用，以便找到更便宜的替代方案。

### 藥品券
藥廠會提供藥品優惠券，當作降低消費者自付費用的一種策略。患者可上網或在他們的醫生辦公室取得這些優惠券，並利用它們減少處方藥的共付額。對於某些特殊藥物，藥品券可以在病人的自付費用中，每10美元節省達到6美元。對於某些藥品，優惠券使用者比非使用者，利用率方面會較高，停藥率較低。
這種優惠券的方法，因為可把自付費用降低，而且減少與費用相關的藥物不依從性，而受到讚揚，但也有人認為，優惠券只是激勵患者開始使用昂貴的品牌藥，最終是導致保費升高，把優惠券以前所節省成本的效果給抵消。

### 學名藥與品牌藥
品牌藥物只占美國處方藥耗用總量的一小部分。但是，它們在支出上卻佔大部分。學名藥是在化學上等效，但是價格比品牌藥便宜的藥物。學名藥物形式必須具有與品牌藥物相同的劑量、強度、和活性成分；因此，它們具有相同的風險和功效。為了確保合規，FDA學名藥物計劃（FDA Generic Drugs Program）會執行嚴格的審查（每年總共會對藥廠作為數達3,500次的檢查）。
雖然學名藥聽起來可以省很多錢，但只有在品牌藥的專利到期之後，學名藥才能銷售。由於許多品牌藥都在法令上具有排他性的專利期限（期間學名藥不得銷售），因此品牌藥廠通常都會設法延遲學名藥的上市時間。因為品牌藥要確保安全性和有效性，它們的前期研究成本很高，因此會導致品牌藥和學名藥兩者之間的價格差異。品牌藥品的營銷預算可能會等於，或者超過研發成本。學名藥藥廠會根據等效的品牌藥的售價來設定價格。如果有好幾家學名藥藥廠生產相同的藥物，通常價格會被壓低到僅為生產的成本。如果學名藥藥廠為數有限，則售價可能會接近品牌藥的價格。在某些情況下，學名藥藥廠之間會實行價格操作，同意保持相似的價格，而不會利用價格競爭來擊敗對手。

### 基於價值的定價
各方正努力確定藥品的價格與他們所提供的價值作比較時是否合理。採取的措施有成本最小化、成本效益、成本有效性、還有成本使用。列入考慮的包括住院、重複用藥等在內的總費用，並與相似的治療方法作比較，確定一種藥品是否會真正可降低費用，以及是否在治癒上更有功效。這些成本分析可以站在醫院、醫療系統、政府、和患者的角度來做計算，因此就成本而言，對一方是最好的時候，對另一方可能並非最好。因此用價格來衡量藥物的價值，往往不容易達成。
品質調整壽命年是一種計算成本效益的衡量方法，它根據服用藥物後獲得的生活品質，而不僅是延長的壽命的年數來確定藥物的價值。但是，QALY對每個患者都有主觀性，而且會有道德上的困境，例如為老人或有其他併發症的患者做挽救生命的手術，是否具有成本效益。QALY的主觀性在每個案例中都非常明顯，因為它同時考慮到個人生活的品質以及數量，而生活品質是主要的主觀因素。QALY不能在特定臨床情況下，完全反映出個人的偏好，因為這種基於價值的生活觀點是非常主觀的。
在腫瘤學，美國臨床腫瘤學會（ASCO）和歐洲醫學腫瘤學會（ESMO）都在2015年開發出特定工具來對新藥的價值作分級，就醫師和患者之間以及社會層面抗癌藥物的性价比作討論。在2017年，對FDA在2000年至2015年間核准的抗癌藥物所做的審查，發現藥物的價格與按ASCO和ESMO工具衡量的價值之間沒有關係。

### 政策制定者
如果藥物價格的價格/價值比率超過另一種競爭的藥物，FDA具有"優先審查程序"。國會還可授予FDA權力去更改新藥的獨占期限。FDA也可以暫時允許讓美國以外地區已核准和銷售的藥物輸入到美國。
DHHS於2015年12月舉行過一次公開會議，國會參眾兩院均就競爭有限或並無競爭的過專利期藥品舉行聽證會。
2017年，民主黨領導人宣布一項計劃，用來限藥廠提高藥品價格的程度。根據這項計劃，對於價格"大幅上漲"的藥品，藥廠必須在實施之前至少30天向DHHS解釋價格上漲的理由。Vyera製藥的乙胺嘧啶一夜之間價格上漲5,000％是符合建議中"大幅上漲"的定義，但是邁蘭藥業對EpiPen所做的密集宣傳的漲價就沒超越民主黨擬議計劃標準中的大幅上漲門檻。

### 新立法
2017年10月9日，加利福尼亞州州長傑里·布朗通過州參議會法案17（SB-17 醫療衛生：處方藥費用）。這項法案側重於藥廠的透明度。法案主要集中在兩方面，第一個重點是藥廠對於處方藥的漲價必須提前通知-藥廠必須在計劃生效日期之前90天通知州政府的購買者，例如加州公共僱員退休系統，加州醫療協助計劃等。第二個重點是支出趨勢的透明度。表示健康計劃和保險公司必須每年對所有覆蓋的藥物提出報告（按學名藥、品牌藥、和特種藥物分開報告）。
- 最常被醫生開立的25種處方藥
- 最昂貴藥物中排名最前的25種
- 在年度總支出中同比增長最高的25種藥物。[117]

這些資訊將幫助公眾和政策制定者了解藥物的支出趨勢，並將重點轉移到如何最好地利用醫療衛生的經費。

### 加拿大模式
在加拿大，專利藥品價格審查委員會（PMPRB）負責決定所有藥品的最高價格。1987年，C-22法案為許可之前的藥品專利建立延長的保護期，也允許學名藥同時進入市場。PMPRB是一個獨立的半司法機構，它會建立個別藥品價格的審查指南，針對價格過高的指控進行調查，並就自願遵守協議進行談判。這些作為是為了確保藥廠的價格不會過高，維持在合理範圍之內。至於所謂過高，則根據以下標準來解釋：
1. 現有專利藥品的價格漲幅不能超過消費者物價指數（CPI）
2. 新藥的價格（在大多數情況下）受到限制，因此使用新藥的治療費用，應在使用同一治療類別的現有藥物的費用範圍之內。
3. 突破性藥品的價格僅限定價在法國、德國、義大利、瑞典、瑞士、英國、和美國各國價格的中位數。此外，沒有專利藥的價格能夠超過在這組7個國家中的最高價格。

加拿大藥品的費用不高，不僅是由於政府的監管活動，還包括省級和私人保險計劃的配合。這些計劃透過藥品配方管理、新藥品的獨立臨床審查、利用參考資料的定價、低成本替代計劃（簡稱LCA）、和有限使用計劃，來防止價格上漲。在審查配方時，藥品計劃會審查產品相對於現有配方的治療優勢，並且僅在計劃成本不變的情況下才會添加新藥。利用參考資料的定價要求每個類別都有一個 "參考產品"，當作基準價格，並運用不列顛哥倫比亞大學的獨立藥劑師和醫生小組來評估不同藥物之間的治療效果差異。
LCA確定學名藥的支付價格，而不論是使用品牌藥或者是學名藥。有限使用計劃要求對特定藥物的使用必須要有事先授權，並且將費用報銷限制在事先批准的理由（也就是針對相同病症，先前用藥失敗的患者）。
加拿大政府使用的藥品採購方式與美國軍事醫療衛生系統的採購方式類似，但是涵蓋的範圍更廣。:280
Medicare和Medicaid的前任局長蓋爾·威倫斯基表示，由於其他大多數國家/地區的政府都設有價格控制，而美國則沒有，等於美國有效地資助其他國家的藥物開發。她認為，如果美國開始設定價格控制的話，會對美國新藥開發產生巨大的影響。她預測，如果設定的藥品價格過低，結果將是在大約十年內（由於藥品較長的開發生命週期）投放市場的新療法就會較少。“負擔得起的藥物治療”倡導組織的大衛·米切爾（David Mitchell）認為，當藥廠利潤減少的時候，政府資助的研究仍能持續提供新的療法。

### 醫療衛生提供者
醫療衛生提供者可透過協助患者搜尋用藥處方表、開出處方表所涵蓋的藥物、以及通過藥房和治療學委員會參與處方表開發，來幫助降低藥品價格。處方表系統的有效性直接與醫師、藥劑師、和患者，他們對於了解處方組合合理性的教育有關。教育包括藥物資訊專著、為醫師提供足夠的資源來作臨床處方決定、就處方的任何變化進行藥房教育、以及在管理式護理系統內給予患者教育。
處方表也應易於讓患者取得，例如Medicare D部分計劃中的網上Medicare Planfinder。
醫療衛生提供者可用三個月一次來代替一個月一次的藥物供應。在一項研究中，三個月一次的供應量顯示自付費用可減少29％，處方藥總費用可減少18％。
開立聯合處方藥物而非兩種單獨的藥物，也可減少每月的共付額。
由於FDA並無規定，要求藥廠提供證據證明新藥比舊藥更具有治療優勢，因此許多醫師傾向於為自己最熟悉的藥品開立處方。通常，私人診所或醫院開立處方的做法會受到藥廠營銷活動的影響。為幫助醫師做出具有成本效益、循證的處方決定，應該實施開立處方的監督計劃，並應建立基本規範。
重要的是要確保選擇臨床最有效的藥品，如果選擇的更昂貴的藥品，則應取得治療等效性的研究評估來證明。
從國外專案進口成本較低的處方藥（2011年和2012年佔美國消費量的2％）可能不是有效的公共衛生解決方案。但是一些組織認為，如果聯邦政府把藥品再進口法律修改，則FDA可以對其他國家/地區的製造標準作全面評估，並允許進口那些達到或超過美國藥物安全標準的藥物。

## 延伸閱讀
- Malcolm Gladwell High Prices. How to think about prescription drugs. （页面存档备份，存于） The New Yorker. October 25, 2004. accessed 28 November 2015.